# Aleksandra Zarecka
Aleksandra Zarecka (ur. 18 marca 1986) – polska lekkoatletka, specjalizująca się w skoku wzwyż, medalistka mistrzostw Polski, reprezentantka Polski.

## Kariera sportowa
Była zawodniczką Podlasia Białystok.
Na mistrzostwach Polski seniorek na otwartym stadionie zdobyła jeden medal - brązowy w skoku wzwyż w 2004. 
W 2005 wystąpiła na mistrzostwach Europy juniorów, zajmując 9. miejsce w skoku wzwyż, z wynikiem 1,78.
Rekord życiowy w skoku wzwyż: 1,81 (2.06.2004).